# Хеннинг, Энн
Энн Элизабет Хеннинг-Палмер (англ. Anne Elizabeth Henning-Palmer; род. 6 сентября 1955 года, Роли, США) — американская конькобежка, чемпионка зимних Олимпийских игр 1972 года на дистанции 500 м, бронзовый призёр на дистанции 1000 м, серебряный призер чемпионата мира по конькобежному спорту в спринтерском многоборье 1971 года. 3-кратная рекордсменка мира на дистанции 500 м и рекордсменка на 1000 м. Выступала за "Northbrook Speedskating Club".

## Биография

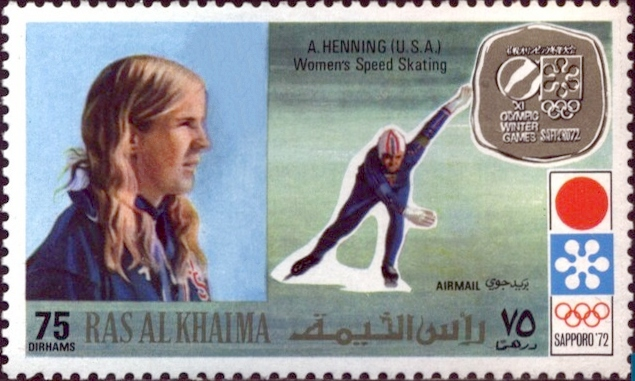
Почтовая марка ОАЭ, 1972 год

Энн Хеннинг родилась в 1955 году, в семье отца Уильяма Хеннинга и матери Джоан, в Северной Каролине, выросла в Нортбруке, штат Иллинойс. Начала кататься на коньках в возрасте 9-ти лет и к 1967 году стала чемпионкой страны по шорт-треку среди юниоров, а когда ей было 10 лет, её заметил известный тренер Эд Рудольф, и отметил её талант. После этого она начала заниматься с ним. В 1969 году она победила на чемпионате США среди юниоров на длинной дорожке на дистанциях 500 и 1000 м. 
В 1970 году дебютировала на домашнем чемпионате мира в спринтерском многоборье и заняла только 20-е место. В 1971 году 15-летняя Хеннинг завоевала в немецком Инцелле серебряную медаль на чемпионате мира в спринтерском многоборье, установив мировые рекорды в обоих забегах на 500 м. В том же году участвовала и на чемпионате мира классическом многоборье многоборье в Хельсинки, где смогла занять 14-е место. В начале 1972 года побила мировые рекорды на дистанциях 500 и 1000 м, что сделало её фавориткой на предстоящей олимпиаде. 
В феврале на зимних Олимпийских играх в Саппоро она победила на дистанции 500 м и завоевала бронзовую медаль на дистанции 1000 м, уступив Монике Пфлюг и Атье Кёлен-Делстре. Она была уставшей после инцидента во время прохождения дистанции на 500 м, когда едва не столкнулась с другой спортсменкой, и судьи позволили ей повторить заезд. После Олимпийских игр 1972 года Хеннинг в 16-летнем возрасте завершила карьеру в спорте. Она призналась, что жалела о потраченных на занятия годах. 

## Личная жизнь и семья
После спортивной карьеры Хеннинг поступила в колледж Кэрролла в Уокешо, штат Висконсин и впоследствии стала учительницей математики в Энглвуде, штат Колорадо. Её первый брак закончился разводом. В дальнейшем Хеннинг повторно вышла замуж и взяла фамилию мужа Палмер. У неё есть дети и внуки.

## Награды
- 16 мая 1992 года - включена в Национальный зал славы конькобежного спорта в Сент-Луисе, штат Миссури.[3]